# Fiumei kikötőben áll egy hadihajó
A Fiumei kikötőben áll egy hadihajó kezdetű katonadalt Bartók Béla gyűjtötte a Békés vármegyei Békésgyulán 1906-ban Bégyulai kikötőbe megállt a gőzhajó kezdetű szöveggel. Ugyanebben az évben Baracson gyűjtött egy másik változatot eltérő harmadik sorral, és kissé más szöveggel.
A népdal új stílusú, alkalmazkodó ritmussal.
Feldolgozások:
| Szerző            | Mire                         | Mű                                                                                    | Előadás |
| ----------------- | ---------------------------- | ------------------------------------------------------------------------------------- | ------- |
| Vásárhelyi Zoltán | két egynemű szólam           | Erdő-mező, 11. kotta                                                                  |         |
| Bartók Béla       | zongora                      | Gyermekeknek, I. kötet, 18. darab Andante non molto (Katonadal - Nagyváradi kikötőbe) | [ 2 ]   |
| Ludvig József     | ének, zongora, gitárakkordok | A csitári hegyek alatt, 22. oldal                                                     |         |

## Kotta és dallam
| Fiumei kikötőben áll egy hadihajó. Közepében, négy sarkában nemzetiszín zászló. Fújja a szél, fújja, hazafelé fújja, negyvenhatos öreg bakák mennek szabadságra. | A nagy bécsi kaszárnyára rászállott egy gólya, vizet hozott a szájában regruták számára. Mosdjatok, regruták, mert porosak vagytok, azt csak a jó Isten tudja, mikor szabadultok. | Mikor megyek abfürolni, fegyver lesz az első, hull a könnye a bundásnak, mint a záporeső, ne sírj, bundás, ne sírj, kitelik az idő, nékem is volt, de már elmúlt a három esztendő! |

Fiume Magyarország tengeri kikötője volt az Adriai tengeren; ma Horvátországhoz tartozik. Negyvenhatos: a 46. ezredhez tartozó katona. Regruta: újonc katona. Abfürolni: leszerelni, leadni a kincstári holmit. Bundás: Újonc katona, akinek báránybőrből készült hátizsákjáról még nem kopott le a bárány szőre.

### Szövegváltozatok
A Bartók Béla által gyűjtött szövegváltozat:
Bégyulai kikötőbe megállt a gőzhajó,

tetejibe ki van tűzve a nemzeti zászló.

Fújja a szél, fújja, hazafelé fújja,

négyszázbeli öreg bakák jönnek szabadságra.
Más változat:
Gyolcs az ingem, gyolcs a gatyám, lobogós az ujja,

nem lobog az, nem lobog az, ha a szél nem fújja.

Ha a szél nem fújja, magam lobogtatom,

még az éjjel a babámat véle betakarom.
Egy ballagáskor énekelt változat:
| Isten veled, piaristák ősi iskolája! Búcsúzik az öreg diák, indul új útjára. Elmegyünk, elmegyünk, hosszú útra megyünk, de itt marad falaid közt hálás szívünk, lelkünk. | Diáktársak, jó barátok, áldjon meg az Isten! Tovább éltek és virultok minden hálás szívben. Iskolánk falai, osztályunk padjai, sokszor visszatérnek ide életünk útjai. |

## Felvételek
- Fiumei kikötőben. Egressy Béni Férfi Kamarakórus  YouTube (1964. január 15.)  (Hozzáférés: 2016. augusztus 4.) (audió) egy szólamú kórus
- A nagy bécsi kaszárnyára. Szenyéri Dániel  YouTube (1980. március 12.)  (Hozzáférés: 2016. augusztus 4.) (audió) tekerőlant
- Fiumei kikötőben áll egy hadihajó - Ez a gőzös most van indulóban. Szélkiáltó együttes  YouTube (2009. június 24.)  (Hozzáférés: 2016. augusztus 4.) (audió, fényképsorozat) 1:18-ig.
- Huszárgyerek, huszárgyerek. Téka együttes  YouTube (1998. február 12.)  (Hozzáférés: 2016. augusztus 4.) (audió)